# المعرض والمتحف الدولي للسيرة النبوية (المغرب)
المعرض والمتحف الدولي للسيرة النبوية هو متحف يقع بمقر منظمة العالم الإسلامي للتربية والعلوم والثقافة "الإيسيسكو" بمدينة الرباط عاصمة المغرب.

## اهدافه
يهدف الى التعريف بالنبي صلى الله عليه وسلم، وآدابه، وأخلاقه ، وشريعته ، بمنهجٍ علمي، وتجديدٍ تقني تحت إشراف رابطة العالم الإسلامي.
تم افتتاح المعرض والمتحف في 28 نونبر 2022 ويعد النسخة الأولى من معارض السيرة النبوية خارج المملكة العربية السعودية،الذي يقع مقره الرئيس بالمدينة المنورة

## أقسام المعرض
يتضمن المعرض الأقسام التالية:
- قسم "النبي صلى الله عليه وسلم كأنك تراه"
- قسم "النبي صلى الله عليه وسلم كأنك معه"،
- قسم خاص بالتعريف بفضائل ومكانة آل البيت
- قسم روائع السنة النبوية
- قسم الإصدارات
- قسم "أعظم منبر"[3]

## تقنيات العرض
تعرض الأقسام باستعمال تقنيات ثلاثية الأبعاد في حين صمم المنبر طبق الأصل استناداً إلى مواد علمية مؤصلة وموسوعات محققة، وبنفس نوع الخشب الذي صنع منه المنبر الأصلي وهو من شجر الطرفاء الذي يوجد في المدينة المنورة، إلى جانب شاشة تفاعلية تعرض خطب الرسول في مناسبات مختلفة.

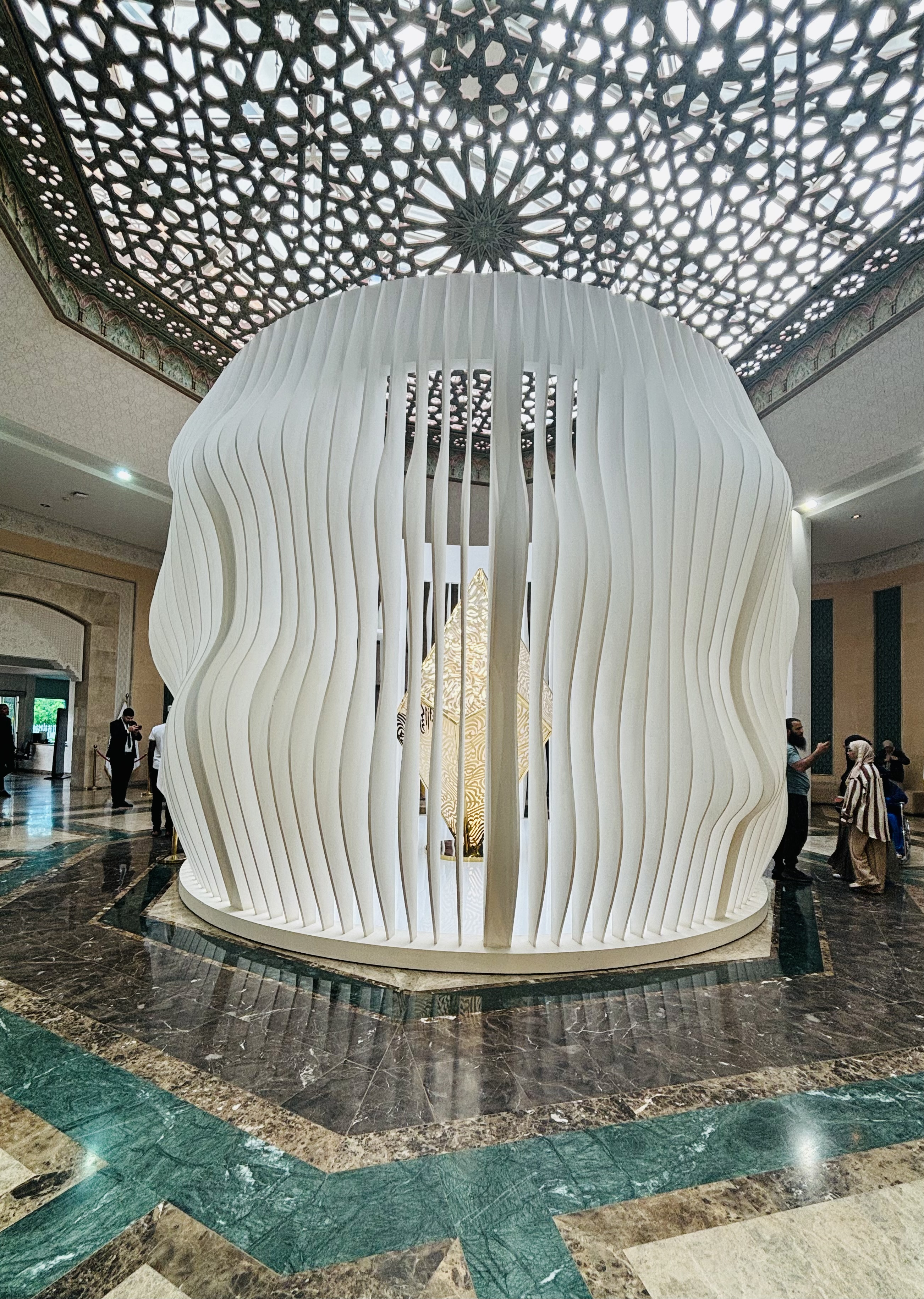
المعرض والمتحف الدولي للسيرة النبوية بالرباط